# روپیه پاکستان
یکای پول کشور پاکستان روپیه است. این یکای پول همچنین به طور غیررسمی در افغانستان کاربرد دارد. انتشار این یکای پول بر عهده بانک مرکزی پاکستان است. 
هر روپیهٔ پاکستان برابر با صد پیسه است. هر لک برابر با صدهزار روپیه و هر کرور هم برابر با ده میلیون روپیه است.

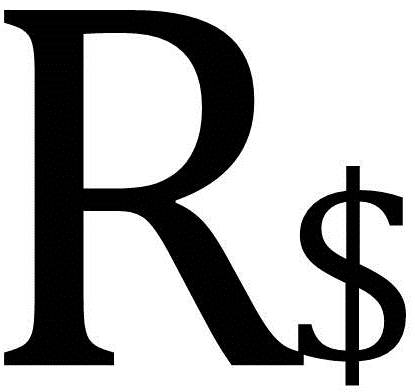
نماد تازه روپیه پاکستان

## سکه‌ها
| سکه‌های کنونی | سکه‌های کنونی | سکه‌های کنونی | سکه‌های کنونی | سکه‌های کنونی                                             | سکه‌های کنونی  | سکه‌های کنونی             |
| نگاره        | نگاره        | بها          | تاریخ انتشار | جنس                                                      | شرح           | شرح                      |
| رو           | پشت          | بها          | تاریخ انتشار | جنس                                                      | رو            | پشت                      |
| ------------ | ------------ | ------------ | ------------ | -------------------------------------------------------- | ------------- | ------------------------ |
|              |              | Re. ۱/-      | ۱۹۹۸         | برنز (۱۹۸۸-۲۰۰۶) آلومینیم (۲۰۰۷–تاکنون)                  | محمد علی جناح | آرامگاه عثمان مروندی     |
|              |              | Rs. ۲/-      | ۱۹۹۸         | برنج (۱۹۹۸-۱۹۹۹) ورشو (۱۹۹۹-۲۰۰۶) آلومینیم (۲۰۰۷-تاکنون) | ماه و ستاره   | مسجد پادشاهی، لاهور      |
|              |              | Rs. ۵/-      | ۲۰۰۲         | کوپرونیکل (۲۰۰۲-۲۰۱۱) مس-روی-نیکل (۲۰۱۵–تاکنون)          | ماه و ستاره   | بها                      |
|              |              | Rs. ۱۰/-     | ۲۰۱۶         | ورشو                                                     | ماه و ستاره   | مسجد شاه فیصل، اسلام‌آباد |

## اسکناس‌ها
هنگامی که بنگلادش با نام پاکستان شرقی بخشی از قلمرو پاکستان به شمار می‌رفت، زبان بنگالی در کنار زبان اردو بر اسکناس‌های روپیه نقش می‌بست ولی با استقلال بنگلادش، این زبان از روی اسکناس‌ها حذف شد. زبان انگلیسی نیز بر روی اسکناس‌ها نقش بسته است.
| اسکناس‌ها تا پیش از سری سال ۲۰۰۵ | اسکناس‌ها تا پیش از سری سال ۲۰۰۵ | اسکناس‌ها تا پیش از سری سال ۲۰۰۵ | اسکناس‌ها تا پیش از سری سال ۲۰۰۵ | اسکناس‌ها تا پیش از سری سال ۲۰۰۵ | اسکناس‌ها تا پیش از سری سال ۲۰۰۵ | اسکناس‌ها تا پیش از سری سال ۲۰۰۵ |
| نگاره                           | نگاره                           | بها                             | ابعاد                           | رنگ                             | شرح                             | شرح                             |
| رو                              | پشت                             | بها                             | ابعاد                           | رنگ                             | رو                              | پشت                             |
| ------------------------------- | ------------------------------- | ------------------------------- | ------------------------------- | ------------------------------- | ------------------------------- | ------------------------------- |
|                                 |                                 | Re. ۱/-                         | ۹۵ × ۶۶ mm                      | قهوه‌ای                          | ماه و ستاره                     | آرامگاه اقبال لاهوری در لاهور   |
|                                 |                                 | Rs. ۲/-                         | ۱۰۹ × ۶۶ mm                     | ارغوانی                         | ماه و ستاره                     | مسجد پادشاهی در لاهور           |
|                                 |                                 | Rs. ۵/-                         | ۱۲۷ × ۷۳ mm                     | سرخ شرابی                       | محمد علی جناح                   | تونل خوجک در ایالت بلوچستان     |
|                                 |                                 | Rs. ۱۰/-                        | ۱۴۱ × ۷۳ mm                     | سبز                             | محمد علی جناح                   | موهن‌جو دارو در ناحیه لارکانه    |
|                                 |                                 | Rs. ۵۰/-                        | ۱۵۴ × ۷۳ mm                     | ارغوانی و قرمز                  | محمد علی جناح                   | دروازه قلعه شاهی در لاهور       |
|                                 |                                 | Rs. ۱۰۰/-                       | ۱۶۵ × ۷۳ mm                     | قرمز و نارنجی                   | محمد علی جناح                   | دانشگاه اسلامی پیشاور           |
|                                 |                                 | Rs. ۵۰۰/-                       | ۱۷۵ × ۷۳ mm                     | سبز، مازویی، قرمز، و نارنجی     | محمد علی جناح                   | بانک مرکزی پاکستان در اسلام‌آباد |
|                                 |                                 | Rs. ۱,۰۰۰/-                     | ۱۷۵ × ۷۳ mm                     | آبی                             | محمد علی جناح                   | آرامگاه جهانگیر در لاهور        |

بانک مرکزی پاکستان برای افزایش امنیت اسکناس‌ها در سال ۲۰۰۵ دست به انتشار سری تازه‌ای زد.
| نگاره | نگاره | بها         | ابعاد       | رنگ | رنگ              | شرح           | شرح                         | شرح                | تاریخ          | تاریخ          | تاریخ          | منبع.       |
| رو    | پشت   | بها         | ابعاد       | رنگ | رنگ              | رو            | پشت                         | ته‌نقش              | انتشار         | خروج از گردش   | پایان اعتبار   | منبع.       |
| ----- | ----- | ----------- | ----------- | --- | ---------------- | ------------- | --------------------------- | ------------------ | -------------- | -------------- | -------------- | ----------- |
|       |       | Rs. ۵/-     | ۱۱۵ × ۶۵ mm |     | زیتونی و خاکستری | محمد علی جناح | بندر گوادر                  | بها، محمد علی جناح | ۸ ژوئیه ۲۰۰۸   | ۳۱ دسامبر ۲۰۱۱ | ۳۱ دسامبر ۲۰۱۲ | [ ۴ ] [ ۵ ] |
|       |       | Rs. ۱۰/-    | ۱۱۵ × ۶۵ mm |     | زیتونی           | محمد علی جناح | ورودی تنگه خیبر             | بها، محمد علی جناح | ۲۷ مه ۲۰۰۶     | در گردش        | در گردش        | [ ۶ ]       |
|       |       | Rs. ۲۰/-    | ۱۲۳ × ۶۵ mm |     | سرخ شرابی        | محمد علی جناح | موهن‌جو دارو                 | بها، محمد علی جناح | ۱۳ اوت ۲۰۰۵    | در گردش        | در گردش        | [ ۷ ]       |
|       |       | Rs. ۲۰/-    | ۱۲۳ × ۶۵ mm |     | نارنجی           | محمد علی جناح | موهن‌جو دارو                 | بها، محمد علی جناح | ۲۲ مارس ۲۰۰۸   | در گردش        | در گردش        | [ ۸ ]       |
|       |       | Rs. ۵۰/-    | ۱۳۱ × ۶۵ mm |     | ارغوانی          | محمد علی جناح | کی۲                         | بها، محمد علی جناح | ۸ ژوئیه ۲۰۰۸   | در گردش        | در گردش        | [ ۹ ]       |
|       |       | Rs. ۱۰۰/-   | ۱۳۹ × ۶۵ mm |     | قرمز             | محمد علی جناح | خانه محمد علی جناح در زیارت | بها، محمد علی جناح | ۱۱ نوامبر ۲۰۰۶ | در گردش        | در گردش        | [ ۱۰ ]      |
|       |       | Rs. ۵۰۰/-   | ۱۴۷ × ۶۵ mm |     | سبز              | محمد علی جناح | مسجد پادشاهی                | بها، محمد علی جناح | ۱۱ نوامبر ۲۰۰۶ | در گردش        | در گردش        | [ ۱۱ ]      |
|       |       | Rs. ۱,۰۰۰/- | ۱۵۵ × ۶۵ mm |     | آبی              | محمد علی جناح | دانشگاه اسلامی پیشاور       | بها، محمد علی جناح | ۲۶ فوریه ۲۰۰۷  | در گردش        | در گردش        | [ ۱۲ ]      |
|       |       | Rs. ۵,۰۰۰/- | ۱۶۳ × ۶۵ mm |     | قهوه‌ای           | محمد علی جناح | مسجد شاه فیصل               | بها، محمد علی جناح | ۲۷ مه ۲۰۰۶     | در گردش        | در گردش        | [ ۱۳ ]      |

| نگاره | نگاره | بها      | ابعاد       | رنگ | رنگ | شرح                                                   | شرح              | شرح                | مناسبت                                         | تاریخ انتشار    | منبع.  |
| رو    | پشت   | بها      | ابعاد       | رنگ | رنگ | رو                                                    | پشت              | ته‌نقش              | مناسبت                                         | تاریخ انتشار    | منبع.  |
| ----- | ----- | -------- | ----------- | --- | --- | ----------------------------------------------------- | ---------------- | ------------------ | ---------------------------------------------- | --------------- | ------ |
|       |       | Rs. ۷۵/- | ۱۴۷ × ۶۵ mm |     | سبز | محمد علی جناح، اقبال لاهوری، فاطمه جناح، سید احمد خان | مارخور، سدر مقدس | بها، محمد علی جناح |                                                | ۳۰ سپتامبر ۲۰۲۲ | [ ۱۴ ] |
|       |       | Rs. ۷۵/- | ۱۳۹ × ۶۵ mm |     | آبی | محمد علی جناح، ساختمان بانک مرکزی پاکستان             | فاطمه جناح       | بها، محمد علی جناح | هفتاد و پنجمین سالگرد تاسیس بانک مرکزی پاکستان | ژوئیه ۲۰۲۳      | [ ۱۵ ] |